# Anna Maria Fernández
Ne pas confondre avec Clarisa Fernández, Gigi Fernández, Leylah Fernandez, María-Isabel Fernández et Mary Joe Fernández, également joueuses de tennis.
Anna Maria Fernández (née le 22 octobre 1960) est une joueuse de tennis américaine, professionnelle dans les années 1980.
Elle a gagné quatre tournois WTA pendant sa carrière, tous en double.

## Palmarès

### Titre en simple dames
Aucun

### Finale en simple dames
| No | Date       | Nom et lieu du tournoi           | Catégorie | Dotation | Surface    | Vainqueure    | Score    |          |
| -- | ---------- | -------------------------------- | --------- | -------- | ---------- | ------------- | -------- | -------- |
| 1  | 06-11-1978 | Florida Federal Open, ClearWater |           | 75 000 $ | Dur (ext.) | Virginia Wade | 6-4, 7-6 | Parcours |

### Titres en double dames
| No | Date       | Nom et lieu du tournoi                    | Catégorie  | Dotation | Surface    | Partenaire       | Finalistes                     | Score         |          |
| -- | ---------- | ----------------------------------------- | ---------- | -------- | ---------- | ---------------- | ------------------------------ | ------------- | -------- |
| 1  | 23-04-1984 | South African Durban                      | VS Tour C1 | 50 000 $ | Dur (ext.) | Peanut Louie     | Cláudia Monteiro Beverly Mould | 7-5, 5-7, 6-1 | Parcours |
| 2  | 20-10-1986 | Singapore Open Singapour                  |            | 50 000 $ | Dur (int.) | Julie Richardson | Sandy Collins Sharon Walsh     | 6-3, 6-2      | Parcours |
| 3  | 26-01-1987 | Nutri-Metrics International Open Auckland |            | 50 000 $ | Dur (ext.) | Julie Richardson | Gretchen Rush Elizabeth Minter | 4-6, 6-4, 6-2 | Parcours |
| 4  | 27-04-1987 | Singapore Open Kallang                    |            | 50 000 $ | Dur (ext.) | Julie Richardson | Barbara Gerken Heather Ludloff | 6-1, 6-4      | Parcours |

### Finale en double dames
| No | Date       | Nom et lieu du tournoi         | Catégorie   | Dotation | Surface         | Vainqueures                           | Partenaire | Score    |          |
| -- | ---------- | ------------------------------ | ----------- | -------- | --------------- | ------------------------------------- | ---------- | -------- | -------- |
| 1  | 23-01-1984 | Ginny of Pittsburgh Pittsburgh | VS Tour C1+ | 50 000 $ | Moquette (int.) | Christiane Jolissaint Marcella Mesker | Trey Lewis | 7-6, 6-4 | Parcours |

## Parcours en Grand Chelem

### En simple dames
| Année | Open d'Australie (janvier) | Open d'Australie (janvier) | Internationaux de France | Internationaux de France | Wimbledon       | Wimbledon        | US Open         | US Open          | Open d'Australie (décembre) | Open d'Australie (décembre) |
| ----- | -------------------------- | -------------------------- | ------------------------ | ------------------------ | --------------- | ---------------- | --------------- | ---------------- | --------------------------- | --------------------------- |
| 1978  | n/a                        | n/a                        | -                        | -                        | -               | -                | 3e tour (1/16)  | Tracy Austin     | -                           | -                           |
| 1979  | n/a                        | n/a                        | -                        | -                        | 2e tour (1/32)  | Hana Mandlíková  | 2e tour (1/32)  | Wendy Turnbull   | -                           | -                           |
| 1980  | n/a                        | n/a                        | -                        | -                        | -               | -                | 1er tour (1/64) | Bettina Bunge    | -                           | -                           |
| 1981  | n/a                        | n/a                        | -                        | -                        | -               | -                | 1er tour (1/64) | Elly Appel       | -                           | -                           |
| 1982  | n/a                        | n/a                        | -                        | -                        | -               | -                | 2e tour (1/32)  | Beth Herr        | -                           | -                           |
| 1983  | n/a                        | n/a                        | 1er tour (1/64)          | Bettina Bunge            | 1er tour (1/64) | Catherine Suire  | 1er tour (1/64) | Cláudia Monteiro | 1er tour (1/32)             | Pam Shriver                 |
| 1984  | n/a                        | n/a                        | -                        | -                        | 1er tour (1/64) | Cláudia Monteiro | -               | -                | -                           | -                           |
| 1985  | n/a                        | n/a                        | -                        | -                        | -               | -                | 1er tour (1/64) | Lisa Spain-Short | -                           | -                           |
| 1986  | n/a                        | n/a                        | -                        | -                        | 2e tour (1/32)  | Barbara Gerken   | 1er tour (1/64) | Iva Budařová     | n/a                         | n/a                         |
| 1987  | 1er tour (1/64)            | Anne Hobbs                 | 1er tour (1/64)          | Laura Garrone            | 1er tour (1/64) | Iwona Kuczyńska  | -               | -                | n/a                         | n/a                         |
| 1988  | 2e tour (1/32)             | M. Navrátilová             | -                        | -                        | -               | -                | -               | -                | n/a                         | n/a                         |

À droite du résultat, l’ultime adversaire.

### En double dames
| Année | Open d'Australie (janvier)   | Open d'Australie (janvier) | Internationaux de France      | Internationaux de France | Wimbledon                     | Wimbledon                  | US Open                       | US Open                    | Open d'Australie (décembre)   | Open d'Australie (décembre) |
| ----- | ---------------------------- | -------------------------- | ----------------------------- | ------------------------ | ----------------------------- | -------------------------- | ----------------------------- | -------------------------- | ----------------------------- | --------------------------- |
| 1978  | n/a                          | n/a                        | -                             | -                        | -                             | -                          | 2e tour (1/16) Peanut Louie   | B. Nagelsen Pam Shriver    | -                             | -                           |
| 1979  | n/a                          | n/a                        | -                             | -                        | 2e tour (1/16) S. Margolin    | Leslie Allen Rayni Fox     | 1er tour (1/32) S. McInerney  | D. Fromholtz Marise Kruger | -                             | -                           |
| 1980  | n/a                          | n/a                        | -                             | -                        | -                             | -                          | 2e tour (1/16) Kate Latham    | Pam Shriver Betty Stöve    | -                             | -                           |
| 1981  | n/a                          | n/a                        | -                             | -                        | -                             | -                          | 1er tour (1/32) Elise Burgin  | Leslie Allen Virginia Wade | -                             | -                           |
| 1982  | n/a                          | n/a                        | -                             | -                        | -                             | -                          | 2e tour (1/16) Trey Lewis     | Navrátilová Pam Shriver    | 1/4 de finale Beth Norton     | B. Potter Sharon Walsh      |
| 1983  | n/a                          | n/a                        | 2e tour (1/16) Nancy Yeargin  | Leslie Allen Chris Evert | 2e tour (1/16) Beth Herr      | S. Cherneva L. Savchenko   | 1er tour (1/32) Beth Norton   | Leslie Allen E. Sayers     | 1er tour (1/16) L. Antonoplis | C. Monteiro Y. Vermaak      |
| 1984  | n/a                          | n/a                        | -                             | -                        | 1er tour (1/32) Amanda Brown  | G. Fernández A. Moulton    | 2e tour (1/16) Pam Whytcross  | Kohde-Kilsch H. Mandlíková | -                             | -                           |
| 1985  | n/a                          | n/a                        | -                             | -                        | 1er tour (1/32) Hu Na         | B. Borneo Joy Tacon        | 2e tour (1/16) Heather Crowe  | B. Potter Sharon Walsh     | 1er tour (1/16) L. Antonoplis | Lisa Bonder Annabel Croft   |
| 1986  | n/a                          | n/a                        | 1er tour (1/32) J. Richardson | K. Horvath R. Maršíková  | 3e tour (1/8) J. Richardson   | Patty Fendick Hetherington | 1er tour (1/32) Peanut Louie  | Henricksson C. Jolissaint  | n/a                           | n/a                         |
| 1987  | -                            | -                          | 1er tour (1/32) J. Richardson | K. Okamoto Naoko Sato    | 1/4 de finale J. Richardson   | Lori McNeil Robin White    | 1er tour (1/32) J. Richardson | M. L. Piatek Anne White    | n/a                           | n/a                         |
| 1988  | 1er tour (1/32) Louise Field | Steffi Graf E. Smylie      | 1er tour (1/32) C. Jolissaint | K. Horvath Van Rensburg  | 1er tour (1/32) J. Richardson | Anne Minter H. Witvoet     | 2e tour (1/16) Louise Allen   | Patty Fendick Hetherington | n/a                           | n/a                         |
| 1989  | 1er tour (1/32) Jane Thomas  | Alison Scott Van Nostrand  | -                             | -                        | 1er tour (1/32) T. Zambrzycki | Louise Field H. Witvoet    | -                             | -                          | n/a                           | n/a                         |

Sous le résultat, la partenaire ; à droite, l’ultime équipe adverse.

### En double mixte
| Année | Open d'Australie (janvier),  | Open d'Australie (janvier), | Internationaux de France     | Internationaux de France   | Wimbledon                    | Wimbledon               | US Open                      | US Open                   | Open d'Australie (décembre), | Open d'Australie (décembre), |
| ----- | ---------------------------- | --------------------------- | ---------------------------- | -------------------------- | ---------------------------- | ----------------------- | ---------------------------- | ------------------------- | ---------------------------- | ---------------------------- |
| 1979  | n/a                          | n/a                         | -                            | -                          | -                            | -                       | 2e tour (1/8) Scott Davis    | Betty Stöve Frew McMillan | n/a                          | n/a                          |
| 1983  | n/a                          | n/a                         | -                            | -                          | -                            | -                       | 2e tour (1/8) Sean Brawley   | W. Turnbull John Lloyd    | n/a                          | n/a                          |
| 1986  | n/a                          | n/a                         | 2e tour (1/16) Todd Witsken  | Kathy Jordan Ken Flach     | 1er tour (1/32) Todd Witsken | E. Smylie J. Fitzgerald | -                            | -                         | n/a                          | n/a                          |
| 1987  | -                            | -                           | -                            | -                          | -                            | -                       | 1er tour (1/16) Lloyd Bourne | B. Nagelsen Paul Annacone | n/a                          | n/a                          |
| 1988  | 1er tour (1/16) Peter Carter | R. McQuillan T. Woodbridge  | 2e tour (1/16) P. Chamberlin | Andrea Vieira D. Marcelino | -                            | -                       | -                            | -                         | n/a                          | n/a                          |

Sous le résultat, le partenaire ; à droite, l’ultime équipe adverse.

## Classements WTA

### Classements en simple en fin de saison
| Année | 1986 | 1987 | 1988 |
| Rang  | 133  | 137  | 228  |

Source : (en) « Classements de Anna Maria Fernández », sur le site officiel du WTA Tour